# Січинська Олена

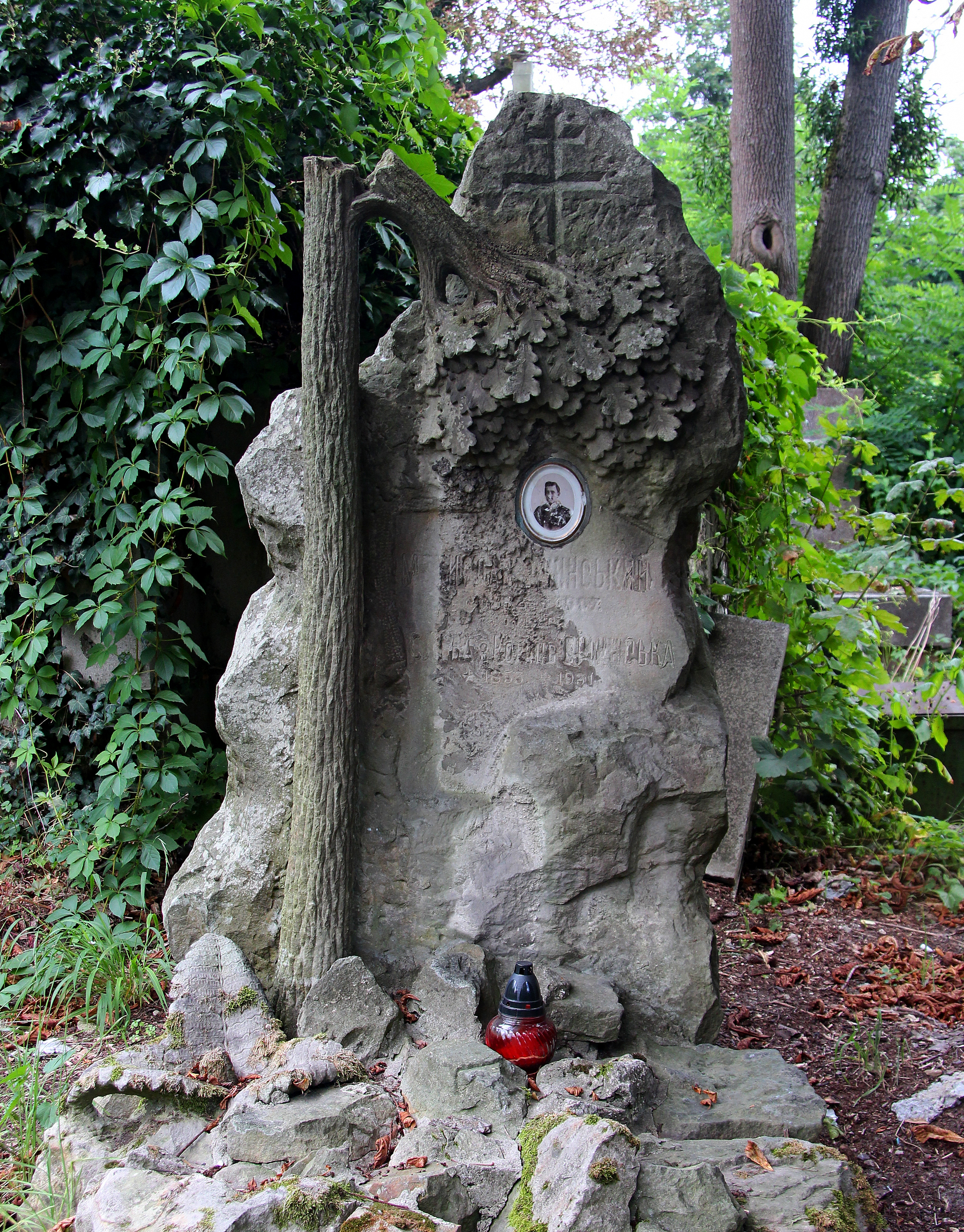

Олена Ган, у шлюбі Січинська (1854 — 31 грудня 1930, Львів) — українська громадська діячка, відома, насамперед, своєю активною діяльністю в українському жіночому русі у першій чверті ХХ століття.

## Життєпис
Народилася у 1854 році. Одружилася зі священником Миколою Січинським, у шлюбі народила 11 дітей. Останнім у 1887 році народила сина Мирослава, перед тим перенісши три поспіль мертвонародження.
Олена Січинська була головою жіночого конгресу, скликаного у Львові 26 грудня 1908 року Клубом руських жінок та Гуртком українок, що наголосив на потребі створення центральної жіночої організації України на противагу федерації різних товариств. Поряд з Костянтиною Малицькою була прихильницею центральної жіночої організації.
14 грудня 1912 року Січинська головувала на таємних зборах, ініційованих Оленою Степанів, на які прибули жінки з різних товариств. На зборах учасниці не погодилися з попереднім рішенням чоловіків беззастережно підтримувати Австро-Угорщину у протистоянні з Російською імперією. Вони вважали, що українці мають проаналізувати різні аспекти міжнародного становища, якнайкраще використати ситуацію на користь української справи і зі зброєю боротися проти Росії за незалежну, соборну Українську державу.
22-23 грудня 1921 року Січинська, поряд із Софією Вольською-Мурською, Францішкою Вольською, Ольгою Коренець, Оленою Степанів, Оленою Федак-Шепарович, входила до організаційного комітету З'їзду українських жінок у Львові.
Померла 31 грудня 1930 року у Львові. Похована на 46 полі Личаківського цвинтаря.